# Frans Lundberg
Frans Lundberg, född 19 mars 1851 i Bosarp, död 1922 i Malmö, var en svensk filmproducent och biografdirektör.  
Lundberg, som tidigare varit vinhandlare, hade en egen inspelningsstudio vid Stora Biografteaterns ateljé i Malmö, nära nuvarande Holmgatan. Han producerade tidigt små ljudfilmer och ordinära spelfilmer. Många av hans filmer spelades in med danska skådespelare. Alla filmerna ansågs vara förlorade. Men 2009 hittade Cinémathèque française originalnegativet till filmen Komtessan Charlotte i sina samlingar i Paris.
Efter att den svenska filmcensuren inrättats blev Lundbergs renommé tämligen skamfilat. Statens Biografbyrå intog en märkbar skepsis till hans produktion och flera av hans filmer totalförbjöds. 1912 förlorade Lundberg tillståndet att driva biograf i Köpenhamn och han lade ner sin verksamhet.

## Filmproduktioner i urval
- 1913 – Kärleken rår
- 1913 – Hjältetenoren
- 1912 – Komtessan Charlotte
- 1912 – Kärlekens offer
- 1912 – Kärlekens list
- 1912 – Med dolk och gift eller Guldets förbannelse
- 1912 – Kärleksdrömmar
- 1912 – Ormen
- 1912 – Helvetesmaskinen eller Den Röda hanen
- 1912 – Broder och syster
- 1912 – Cirkusluft
- 1912 – Dockan eller Glödande kärlek
- 1912 – Guldgossen
- 1911 – Herr och fru Mommesen på skogsutflykt
- 1911 – Champagneruset
- 1911 – Anförtrodda medel
- 1911 – Rannsakningsdomaren
- 1911 – Den svarte doktorn
- 1910 – Massösens offer
- 1910 – Göteborgarens Marstrandsresa
- 1910 – Värmländingarna